# Ctenogobiops formosa
Ctenogobiops formosa là một loài cá biển thuộc chi Ctenogobiops trong họ Cá bống trắng. Loài cá này được mô tả lần đầu tiên vào năm 2003.

## Từ nguyên
Từ định danh formosa vốn là tên gọi trước đây của đảo Đài Loan, cũng là nơi mà mẫu định danh của loài cá này được thu thập của loài cá này.

## Phân bố và môi trường sống
C. formosa hiện chỉ được biết đến ở ngoài khơi huyện Bình Đông (cực nam Đài Loan), mặc dù ghi nhận của loài này ở Philippines cần xác nhận lại. Loài này được thu thập ở độ sâu đến ít nhất 12 m.

## Mô tả
Chiều dài cơ thể lớn nhất được ghi nhận ở C. formosa là 4,6 cm.
Số gai vây lưng: 7; Số tia vây lưng: 11; Số gai vây hậu môn: 1; Số tia vây hậu môn: 11; Số gai vây bụng: 1; Số tia vây bụng: 5.

## Sinh thái
C. formosa sống cộng sinh với tôm gõ mõ Alpheus rapax và sử dụng hang của tôm làm nơi trú ẩn.